# ستويان بيليتشيف
ستويان بيليتشيف (بالبلغارية: Стоян  Пиличев)‏ (مواليد 20 نوفمبر 1938) هو ملاكم بلغاري، مثّل بلاده في الألعاب الأولمبية الصيفية في دورتي 1964 و1968.

## روابط خارجية
ستويان بيليتشيف على موقع أوليمبيديا (الإنجليزية)